# Amoris laetitia
Amoris lætitia («La alegría del amor» en latín) es la segunda exhortación apostólica postsinodal del papa Francisco, firmada el día 19 de marzo de 2016 y hecha pública el 8 de abril del mismo año. Como viene indicado en el subtítulo, el documento trata sobre el amor en la familia, por ello se hace mención explícita a los esposos cristianos en la parte que se indica a quien va dirigida.
Esta exhortación se publica, como es costumbre en la Iglesia, al haber concluido dos asambleas del Sínodo de los obispos, una extraordinaria y otra ordinaria (en este caso sobre la familia), que tuvieron lugar en la Ciudad del Vaticano en octubre de 2014 y 2015 respectivamente.

## Contenido
Amoris laetitia es un documento extenso. Consta de 325 párrafos y una oración conclusiva dirigida a la Sagrada Familia. Dichos párrafos están distribuidos en 9 capítulos, cuyos títulos son los siguientes:
1. A la luz de la Palabra
2. La realidad y los desafíos de la familia
3. La mirada puesta en Jesús: la vocación de la familia
4. El amor en el matrimonio
5. El amor que se vuelve fecundo
6. Algunas perspectivas pastorales
7. Fortalecer la educación de los hijos
8. Acompañar, discernir e integrar la fragilidad
9. Espiritualidad conyugal y familiar

## Estilo de redacción
Este exhortación se escribió con un método semejante al del Documento Final de la Conferencia de Aparecida, cuyo redactor final fue justamente el entonces cardenal Jorge Bergoglio y aplicando en especial uno de los cuatro principios que había expuesto previamente en las Encíclica Lumen Fidei y Evangelii Gaudium: 
Recordando que el tiempo es superior al espacio, quiero reafirmar que no todas las discusiones doctrinales, morales o pastorales deben ser resueltas con intervenciones magisteriales. Naturalmente, en la Iglesia es necesaria una unidad de doctrina y de praxis, pero ello no impide que subsistan diferentes maneras de interpretar algunos aspectos de la doctrina o algunas consecuencias que se derivan de ella. (parágrafo 3)
Esto da como resultado un estilo donde se intercalan diversas posturas, aunque a veces sean divergentes. Se describe este sistema con la imagen del poliedro: no se trata de adoptar una posición uniforme que resuelva las posiciones antagónicas, sino de yuxtaponerlas. Un estilo donde no hay ganadores y perdedores.
Entre las críticas que se ha hecho a este estilo es que se lo ha considerado por momentos oscuro y ambiguo.